# Südöstlicher Pfaffenkogelgraben II
Der Südöstliche Pfaffenkogelgraben II ist ein etwas über 0,3 Kilometer langer Waldbach im Gebiet der Marktgemeinde Deutschfeistritz im Bezirk Graz-Umgebung in der Steiermark. Er fließt im westlichen Teil des Grazer Berglandes, in einem Waldgebiet und mündet dann von rechts kommend in die Mur.

## Verlauf
Der Südöstliche Pfaffenkogelgraben II entsteht in einem Waldgebiet am Osthang des Pfaffenkogels auf etwa 544 m ü. A. im südlichen Teil der Katastralgemeinde Kleinstübing.
Der Bach fließt anfangs ziemlich gerade südostwärts, biegt aber nach etwa 150 Meter in südsüdwestliche Richtung ab. Nach etwa 25 Metern schwenkt er aber wieder auf einen Südostkurs, wobei er auch einen von rechts kommenden, kleinen und unbenannten Wasserlauf aufnimmt. Einige Meter vor der Pfaffenkogelgraben den Wald verlässt nimmt er einen weiteren von rechts kommenden Wasserlauf auf und geht danach bis zu seiner Mündung einen Lauf in Richtung Ostsüdost. Etwa 30 Meter vor seiner Mündung verlässt der Pfaffenkogelgraben den Wald und quert die Bahnstrecke der Südbahn sowie die Landesstraße L 334, die Gratweiner Straße. Der Südöstliche Pfaffenkogelgraben II mündet nach einem etwa 0,39 Kilometer langen Lauf mit einem mittleren Sohlgefälle von 41 % etwa 159 Höhenmeter unterhalb seines Ursprungs etwa 10 Meter östlich der Landesstraße L334 in die Mur.
Auf seinem Lauf nimmt der Südöstliche Pfaffenkogelgraben II zwei von rechts kommende, unbenannte Wasserläufe auf.